# Igo Kaš
Igo Kaš, slovenski častnik in pisatelj, * 26. junij 1853, Vojnik, † 25. januar 1910, Baden, Avstrija.
Kaš je po končani gimnaziji v Celju v Gradcu študiral geografijo. Leta 1878 je kot poročnik sodeloval pri aneksiji Bosne in Hercegovine. Nato je služboval še v južni Dalmaciji in Boki Kotorski ter kot stotnik v Badnu pri Dunaju. Po upokojitvi je tam na zasebni šoli učil klasične jezike, nemščino in zgodovino. Napisal je vrsto spominskih in potopisnih črtic ter novel iz svojega življenja v Bosni in Dalmaciji.

## Napredovanja
- stotnik Avstro-ogrske vojske (?)

## Izbrana bibliografija
- Spomini iz jugovzhodne Bosne (1878)
- Potopisni spomini (1883)
- Črtice iz južne Dalmacije (1891)
- Na vojnem pohodu (1913)